# Furtuna (piesă de teatru)
Furtuna este o piesă de William Shakespeare, scrisă cel mai probabil în intervalul 1610 - 1611, fiind considerată de unii critici ca ultima piesă pe care Shakespeare a scris-o singur. În piesă, protagonistul Prospero, ducele de Milan, a fost detronat de către fratele său uzurpator Antonio, ajutat de Alonso, regele de Napoli. Ca o directă consecință a actului de uzurpare, Prospero și fiica lui Miranda au fost puși într-o mică barcă și au fost trimiși departe pe o insulă nelocuită.
Când Prospero începe a analiza insula, el găsește acolo doi locuitori: Ariel, un spirit și Caliban, probabil fratele acestuia. Vrăjitoarea Sycorax, mama lui Caliban, a murit cu câțiva ani înainte de venirea lui Prospero, dar înainte de a muri l-a întemnițat pe Ariel într-un copac. Prospero îl eliberează pe Ariel, iar acesta dorește să îl slujească. În următorii 12 ani, Prospero își practică abilitatea sa de vrăjitor și, în final, „creează” declanșarea unei furtuni, care cauzează ca vasul pe care se aflau Antonio, Alonso și alții, care trecea prin apropiere, să ajungă la insulă. Toată acțiunea piesei, de acest punct, se petrece pe insulă.
Nu există nici o sursă evidentă unică pentru opera Furtuna, dar cercetătorii au observat paralele între "Naufragium” de Erasmus, "De orbo novo" al lui Peter Martyr și un raport de martor, scris de către William Strachey, al vieții reale a naufragiatului în "Sea Venture" din insulele Bermude. În plus, unul dintre discursurile lui Gonzalo este derivat din eseul lui Montaigne Din Canibales, și o mare parte din discursul enunțiativ al lui Prospero este luată cuvânt cu cuvânt dintr-un discurs de Medeei, din poemul „Metamorfozele” al lui Ovidiu. Masca din Actul 4 poate fi o ediție târzie, probabil, în onoarea nunții prințesei Elisabeta de Boemia și a lui Frederick, Elector Palatine, în 1613.
Piesa a fost publicată prima dată în First Folio, prima ediție a operelor incomplet reunite ale Marelui Bard, care a fost publicată în anul 1623.

## Genul piesei
Povestea atrage tradiția genului romantic, fiind influențată de tragicomedie și probabil de „masca de curte”, ca spectacol baroc, a genului Commedia dell'arte. Se diferențiază de alte piese de observare a lui Shakespeare, pentru că are un stil neoclasic mai strict si mai organizat. Criticii vedeau piesa Furtuna ca fiind, în mod explicit, în natura sa proprie, ca o piesă de teatru, „desenând” frecvent legăturile dintre arta lui Prospero și iluzia teatralǎ. Similar, criticii timpurii ai piesei au văzut în Prospero o reprezentare a lui Shakespeare însuși, iar renunțarea personajului la magie, ca o semnalizare de adio a lui Shakespeare de la o anumită etapă a vieții acestuia.
Piesa portretizează personajul Prospero ca o ființă rațională, nu ca un ocultist sau magician, oferind un contrast între el și Sycorax întrucât magia ei este adesea descrisă ca distructivă și teribilă, în cazul în care cea a lui Prospero este declaratǎ a fi minunatǎ și frumoasǎ. La începutul lui 1950, odată cu publicarea lucrării Psihologia colonizării, de către Octave Mannoni, 
| “ | [Piesa] Furtuna a fost văzută mai mult și mai mult prin prisma teoriei postcoloniale – exemplificată în adaptările lui Aimé Césaire în "Une Tempête," petrecută în Haiti, existând chiar și o revistă științifică privind critica post-colonială numită după Caliban. Miranda este de obicei văzută ca având complet internalizatǎ ordinea patriarhală a lucrurilor, gândindu-se la ea [doar] ca o subordonată a tatălui ei. | ” |

## Personaje

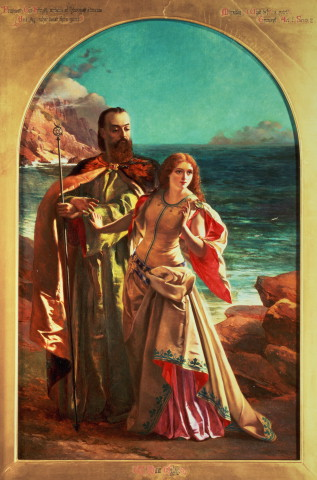
Prospero și Miranda, în viziunea artistului plastic englez al epocii victoriene, William Maw Egley (1826 – 1916), într-o pictură datată din anul 1850.

- Prospero, personajul principal, este Ducele de Milan. În prezentul piesei, locuiește pe o insulă și este un vrăjitor faimos, dar bun.
- Miranda, fiica lui Prospero, care se îndrăgostește de Ferdinand, prințul de Napoli.
- Ariel, un spirit comic ce îl ascultă pe Prospero și care poate fi văzut din când în când, doar de către Prospero. Ariel a devenit „sclavul” lui Prospero în momentul în care a fost salvat de către acesta dintr-o capcană într-un copac, plantată de către Sycorax. Ariel respectă toate cerințele lui Prospero și în final îi este redată libertatea.
- Caliban, un nativ al insulei cu o atitudine răutăcioasă, fiul mutilat al unei vrăjitoare numite Sycorax, mama sa, care a domnit pe insulă înainte de venirea lui Prospero. Caliban acum lucrează ca si sclavul lui Prospero, deși îl urăște. În piesă, este recunoscut pentru blestemele originale pe care le spune.
- Sycorax (invizibilă), o vrăjitoare algeriană decedată și mama lui Caliban, care a fost exilată de pe insulă înainte de sosirea și subjugarea spiritelor de pe insulă, inclusiv a lui Ariel, de către Prospero.
- Iris, Ceres și Juno, spirite ce joacă rolurile zeițelor într-o scenetă prezentată tinerilor îndrăgostiți.
- Alonso, regele de Napoli
- Sebastian, fratele perfid a lui Alonso
- Antonio, fratele lui Prospero, care îi uzurpă poziția de rege al Milanului. Antonio și Sebastian complotează fără succes să îl ucidă pe Alonso
- Ferdinand, fiul lui Alonso. Se îndrăgostește de Miranda. Sincer și bun și un fiu iubitor. Se grăbește să îi promită Mirandei titlul de regină și soție chiar înainte să îi afle numele. Ferdinand este fericit de situația lui, fiind orbit de dragoste și face o promisiune solemnă să îi fie credincios lui Prospero și să nu profite de puritatea Mirandei înainte de căsătorie.
- Gonzalo, un curtean bun la suflet ce le aduce Mirandei și lui Prospero mâncare, apă, cărți și alte „lucruri și necesități,” atunci când au fost exilați pe mare.
- Adrian și Francisco, lorzi;
- Trinculo, bufonul regelui și prieten al lui Stephano;
- Stephano, majordomul bețiv al regelui și prieten bun cu Trinculo, care încearcă să îl ajute pe Caliban să își detroneze maestrul.
- Master – Stăpânul corabiei
- Boatswain – servitorul stăpânului corabiei
- Marinari, nimfe, secerători, spirite

## Poveste
Magicianul Prospero, stăpânul de drept al titlului de duce de Milano, împreună cu fiica sa Miranda, au fost uzurpați de tron și exilați pentru 12 ani pe o insulă pustie, după ce fratele gelos al lui Prospero, Antonio (ajutat de Alonso, regele de Napoli) i-au detronat pe el și pe Miranda, care avea la vremea respectivă trei ani. Gonzalo, curtean cu suflet nobil, consilierul lui Alonso, a avut însă grijă să aprovizioneze barca cu mâncare, apă proaspătă, „țesături bogate, volume și alte lucruri necesare”.
Cum poseda puteri magice, datorită învățăturilor sale, Prospero are ca slujitor un spirit, Ariel, pe care l-a salvat dintr-un copac-capcană în care a fost prins de către vrăjitoarea malefică Sycorax, după ce spiritul a refuzat să o slujească. Prospero are grijă de loialitatea lui Ariel, promițându-i des că îl va elibera din servitudine, ceea ce o va face la sfârșitul acțiunii piesei. 
Pe de altă parte, Sycorax a fost exilată din Algiers, pe insulă în cauză, pentru că și-a folosit puterile pentru a crea distrugere în oraș, dar a murit înainte de venirea lui Prospero, și înainte de a elibera spiritul Ariel. Fiul lui Sycorax, Caliban, un monstru mutilat și singurul locuitor al insulei, care nu era spirit, a fost adoptat și crescut de către Prospero. Caliban l-a învățat pe Prospero cum să supraviețuiască pe insulă, în timp ce Miranda și Prospero l-au învățat pe Caliban religia și limba lor natală. În timpul slujirii, Caliban a ajuns să îl vadă pe Prospero ca pe un tiran și a început să își dorească să îi elimine pe el și pe fiica lui. Descoperind aceste lucruri, Prospero și Miranda rămân dezamăgiți de Caliban, privindu-l cu dispreț. Prospero realizează un singur act de magie pe scenă, îl dezarmează pe Ferdinand. Restul puterii magiei lui este prezentă în spiritele pe care acesta le controlează, acesta fiind modul de practicare a magiei pentru care magicienii timpului erau cunoscuți.
„La porunca lui Prospero, spiritele stârniră o furtună teribilă, ce prinse la mijloc o corabie mare și frumoasă.” Pe corabia respectivă se aflau Antonio, fratele uzurpator al lui Prospero, împreună cu Regele Alonso de Napoli, fiul lui Alonso și consilierul „de încredere”, Gonzalo. Pasagerii se întorceau de la nunta fiicei lui Alonso, Claribel cu regele Tunisiei. Prospero împarte supraviețuitorii naufragiului în grupuri, folosindu-se de puterea vrajilor sale, astfel încât Alonso și Ferdinand ajung separați, fiecare crezând despre celălalt că este mort.
Trei fire narative încep atunci în piesă. În primul dintre ele, Caliban se îndrăgostește de Stephano și Trinculo, doi bețivi, care cred că Stephano este un „zeu curajos” ce are „liquor celest”. Ei încearcă să comploteze împotriva lui Prospero, iar într-un final eșuează. În al doilea fir narativ, Prospero muncește să încurajeze o relație romantică între Miranda și Ferdinand, iar cei doi se îndrăgostesc de îndată, dar Prospero este îngrijorat că „un câștig prea rapid poate face premiul să își piardă din valoare” și încearcă să îl facă pe Ferdinand să îi devină slujitor, pretinzând că îl vrea ca spion.
În cel de-al treilea fir narativ, Antonio și Sebastian complotează să îi ucidă pe Alonso și pe Gonzalo, pentru ca Sebastian să fie numit rege. Ariel le distruge planul, la comanda lui Prospero. Ariel apare în fața celor „trei oameni ai păcatului” (Alonso, Antonio și Sebastian) sub forma unei harpii, pedepsindu-i pentru trădarea față de Prospero. Prospero, care a luat parte la scenă, pleacă pentru a-i vizita pe Ferdinand și pe Miranda. Cei trei nobili vinovați profită de șansă și fug.
Prospero explică cum l-a testat pe Ferdinand. El îl roagă pe Ariel să aduca mai multe spirite și să pregătească o scenetă pentru tinerii îndrăgostiți. Spiritele aduc o binecuvântare asupra celor doi. Prospero își amintește dintr-o dată planul de a-i reda viața, dă drumul spiritelor, lui Miranda și Ferdinand și pregătește o capcană pentru Caliban, Trinculo și Stephano. Ei sunt urmăriți, în afara scenei, de către goblini sub formă de dulăi.
Prospero, cu toți inamicii la degetul mic, descoperă că Ariel ar arăta milă pentru ei dacă ar fi uman, așa că decide să ierte oamenii ce au încercat să îl ucidă. Îi spune lui Ariel să aducă nobilii în fața sa, în timp ce punea capăt magiei.
În final, toate personajele principale sunt aduse împreună înaintea lui Prospero, care îi iartă pe Alonso, Antonio și Sebastian. Ariel are datoria de a pregăti o vreme propice navigării corabiei înapoi in Napoli, unde Ferdinand și Miranda urmează să se căsătorească. După această ultimă îndatorire, Ariel avea să fie eliberat. Caliban este trimis să pregătească beciul lui Prospero, unde Alonso și tovarășii lui au fost invitați pentru un ultim ospăț înainte de plecare, Caliban urmând să rămână pe insulă. Prospero le povestește viața lui pe insulă, după care își îngroapă toiagul de vrăjitor și își „îneacă” cartea de magie, urmând să părăsească insula ca un om lipsit de magie, în aplauzele publicului.

## Teatru radiofonic
- 1997 — Traducerea: Radu Nichita Rapaport si Nina Cassian. Adaptarea radiofonică: Florian Pittiș. Regia artistică: Liviu Ciulei. Regia artistică a spectacolului radiofonic, Cristian Munteanu. În distribuție: George Constantin, Ion Besoiu, Mariana Mihuț, Victor Rebengiuc, Florian Pittiș, Marcel Iureș, Ion Caramitru, Mircea Diaconu, Ștefan Bănică, Ion Cocieru, Dumitru Onofrei și alții. Regia de studio: Rodica Leu. Regia muzicală: Romeo Chelaru. Regia tehnică: ing. Vasile Manta.[3]